# Ocean Ridge
Ocean Ridge ist eine Stadt im Palm Beach County im US-Bundesstaat Florida. Das U.S. Census Bureau hat bei der Volkszählung 2020 eine Einwohnerzahl von 1.830 ermittelt.

## Geographie
Die Stadt befindet sich auf einer vorgelagerten Barriereinsel am Atlantischen Ozean. Sie grenzt direkt im Norden an Manalapan, im Westen an Boynton Beach und im Süden an Briny Breezes. Durch das Stadtgebiet führen die Florida State Roads A1A und 804.

## Demographische Daten
Laut der Volkszählung 2010 verteilten sich die damaligen 1786 Einwohner auf 1561 Haushalte. Die Bevölkerungsdichte lag bei 1984,4 Einw./km². 97,5 % der Bevölkerung bezeichneten sich als Weiße, 0,2 % als Afroamerikaner und 0,8 % als Asian Americans. 0,6 % gaben die Angehörigkeit zu einer anderen Ethnie und 1,0 % zu mehreren Ethnien an. 4,3 % der Bevölkerung bestand aus Hispanics oder Latinos.
Im Jahr 2010 lebten in 12,1 % aller Haushalte Kinder unter 18 Jahren sowie 49,9 % aller Haushalte Personen mit mindestens 65 Jahren. 52,2 % der Haushalte waren Familienhaushalte (bestehend aus verheirateten Paaren mit oder ohne Nachkommen bzw. einem Elternteil mit Nachkomme). Die durchschnittliche Größe eines Haushalts lag bei 1,88 Personen und die durchschnittliche Familiengröße bei 2,52 Personen.
12,1 % der Bevölkerung waren jünger als 20 Jahre, 9,3 % waren 20 bis 39 Jahre alt, 30,4 % waren 40 bis 59 Jahre alt und 48,4 % waren mindestens 60 Jahre alt. Das mittlere Alter betrug 59 Jahre. 48,4 % der Bevölkerung waren männlich und 51,6 % weiblich.
Das durchschnittliche Jahreseinkommen lag bei 68.750 $, dabei lebten 7,0 % der Bevölkerung unter der Armutsgrenze.
Im Jahr 2000 war Englisch die Muttersprache von 91,09 % der Bevölkerung, französisch sprachen 3,45 % und 5,46 % hatten eine andere Muttersprache.

## Kriminalität
Die Kriminalitätsrate lag im Jahr 2010 mit 175 Punkten (US-Durchschnitt: 266 Punkte) im niedrigen Bereich. Es gab drei Raubüberfälle, 14 Körperverletzungen und 30 Einbrüche.